# Суперсітка (фільм)
Суперсітка — канадське постапокаліптичне роуд-муві 2018 року режисера Ловелла Діна, який раніше знімав комедії жахів «Вовк-поліцейський» і «Ще один вовк-поліцейський». Прем'єра відбулася на міжнародному кінофестивалі в Калгарі в 2018 році.

## Про фільм
У майбутньому чума заразила більшу частину населення. Двом братам доручено отримати таємничий пакунок, вирушивши до Канади, яку гірничі конгломерати перетворили на пустку.
Вони повинні пройти ту саму дорогу, яка забрала життя їхньої сестри, щоб доставити таємничий вантаж, який отримали, до належного місця призначення.
По дорозі брати повинні боротися з дорожніми піратами, бандами повстанців й один із одним.

## Знімались
| Актор            | Роль |
| ---------------- | ---- |
| Лео Фафард       |      |
| Маршалл Вільямс  |      |
| Наталі Крілл     |      |
| Джей Ресо        |      |
| Емі Матісіо      |      |
| Джонатан Черрі   |      |
| Тінсел Корі      |      |
| Деніел Маслані   |      |
| Шелдон Бергстром |      |